# Clube Atlético Usina Santa Bárbara
O Clube Atlético Usina Santa Bárbara, também conhecido pelo acrônimo C.A.U.S.B., foi um clube de futebol sediado em Santa Bárbara d'Oeste, interior do estado de São Paulo. Fundado em 1936, era mantido pela Companhia Industrial e Agrícola Santa Bárbara e participou de campeonatos amadores da Liga Barbarense de Futebol.
Em 1961, ingressou na quarta divisão profissional, campeonato vencido pelo clube em 1962. Com isso, tornou-se o primeiro clube da cidade a conquistar um título estadual. Foi dissolvido em 1969.

## Títulos
- Campeonato Citadino de Santa Bárbara d'Oeste: 1942 e 1943.[8]
- Taça Cidade de Santa Bárbara: 1951[9], 1958[10] e 1959[10]
- Campeonato Paulista - Série A4: 1962.[11]